# Akyłbek Dżaparow
Akyłbek Usenbekowicz Dżaparow (ur. 14 września 1964 w Rybaczjem) – kirgiski polityk i prawnik, przewodniczący Gabinetu Ministrów Kirgistanu w latach 2021–2024.

## Życiorys
Urodził się 14 września 1964 w Rybaczjem w północno-wschodnim Kirgistanie. 2009–2010 był wicepremierem Kirgistanu, a 2011–2012 ministrem finansów. 12 października 2021 został przewodniczącym gabinetu ministrów Kirgistanu, zastępując na tym stanowisku Ułukbeka Maripowa.
16 grudnia 2024 został zdymisjonowany przez prezydenta Sadyara Dżaparowa.